# Олімпія
37°38′17″ пн. ш. 21°37′50″ сх. д. / 37.63806° пн. ш. 21.63056° сх. д.
Олі́мпія (грец. Ολυμπία) — давньогрецьке поселення в Еліді, північно-західній області Пелопоннесу, яке ніколи не було власне містом. Тут розташовувалися лише постійні житла жерців Храму Зевса і проводилися Олімпійські ігри.
Нині Олімпія — муніципалітет в номі Еліда. Населення станом на 2001 рік становило 11 069 осіб.

## Історія
Первісно Олімпія являла собою територію, що належала храму перед воротами Піси в тому місці, де річка Кладеос вливається в Алфей. Після руйнування Піси в 641 до н. е., елейці не дозволили виникнути тут новому місту і, таким чином, назавжди утримали за собою право завідування святилищем, що розташовувалось в Олімпії. Цій квітучій місцевості був дарований вічний мир, озброєне військо не могло перетнути його меж, тому що вся Еліда стала присвяченою верховному олімпійському богу Зевсові.
Олімпія лежала біля підніжжя південного схилу гори Кронос (в давніх джерелах Κρονίον), на відстані 300 стадій від Еліди і 1485 — від Афін. Вона складалася з двох різко відокремлених одна від одної частин по обидва боки від Священного Гаю, або Альтіса (Άλτις). В самому Альтісі розміщувалися виключно предмети, пов'язані з культом Зевса. На заході, де Олімпія простягалась до берегів Кладеона, побудували гімназію, палестру і монкадеон. У східній частині Олімпії, також за стінами Священого Гаю, був облаштований стадіон та іпподром.
Зародження спортивних змагань сягає доісторичної доби, коли з давніми мешканцями пеласгічного племені, царя яких Еномая переказ називає володарем Піси, з'єдналися ахейські племена. Останні прийшли в Еліду під проводом Пелопса. В пам'ять про Пелопса пізніше засновані поховальні ігри, що здійснювалися на берегах Алфея і поєднувались із ритуалами шанування пеласгічного Зевса. Ігри та культ Зевса збереглися і після того, як сюди прийшов легендарний Геракл (його ім'я служить міфічним виразом доричного впливу). Відтепер Геракл вважався засновником Олімпійських свят, відновником ігор Пелопса і засновником тих установ, завдяки яким Олімпія стала осередком не тільки Пелопоннесу, але і всієї Греції.
Історичний час ігор починається з того часу, коли Лікург Спартанський та Іфіт Елідський уклали священний союз, яким встановлювався порядок Олімпійських ігор і текст якого, колоподібно написаний на металевому диску, який, за свідченням Плінія Старшого, можна було побачити принаймні в 200 році до н. е. Після цього 776 до н. е. почали вважати роком відліку першої олімпіади — періодом ігор, повторюваних через кожні 4 роки на 5-й.
З часу 15 олімпіади участь в іграх стала загальнішою, з 30 олімпіади Олімпійські ігри поширилися на всю Грецію, а з 40-ї — учасниками ігор стали малоазійські греки, греки Великої Греції і Сицилії. Період розквіту Олімпійських ігор тривав до 90 олімпіади і довше. З часу 80 олімпіади увійшло у звичай читати на Олімпійських іграх літературні твори (ἐπιδείξεις) і вимовляти вірші. Так, Геродот читав в Олімпії уривки зі своєї історії перських воєн. Хвилювання Ахейського союзу не переривали їх, так само, як і панування римлян, навпаки зокрема римські імператори Тиберій і Нерон самі брали участь в Олімпійських іграх.
Місто почало занепадати, коли на 10-му році царювання Феодосія Великого, у 394 році нашої ери, після 293 олімпіад, Олімпійські ігри оголошувались забороненими, оскільки розглядалися як рудимент язичництва. Невдовзі 406 н. е. імператор Феодосій II наказав зруйнувати всі храми і споруди в Олімпії.

## Архітектурний ансамбль

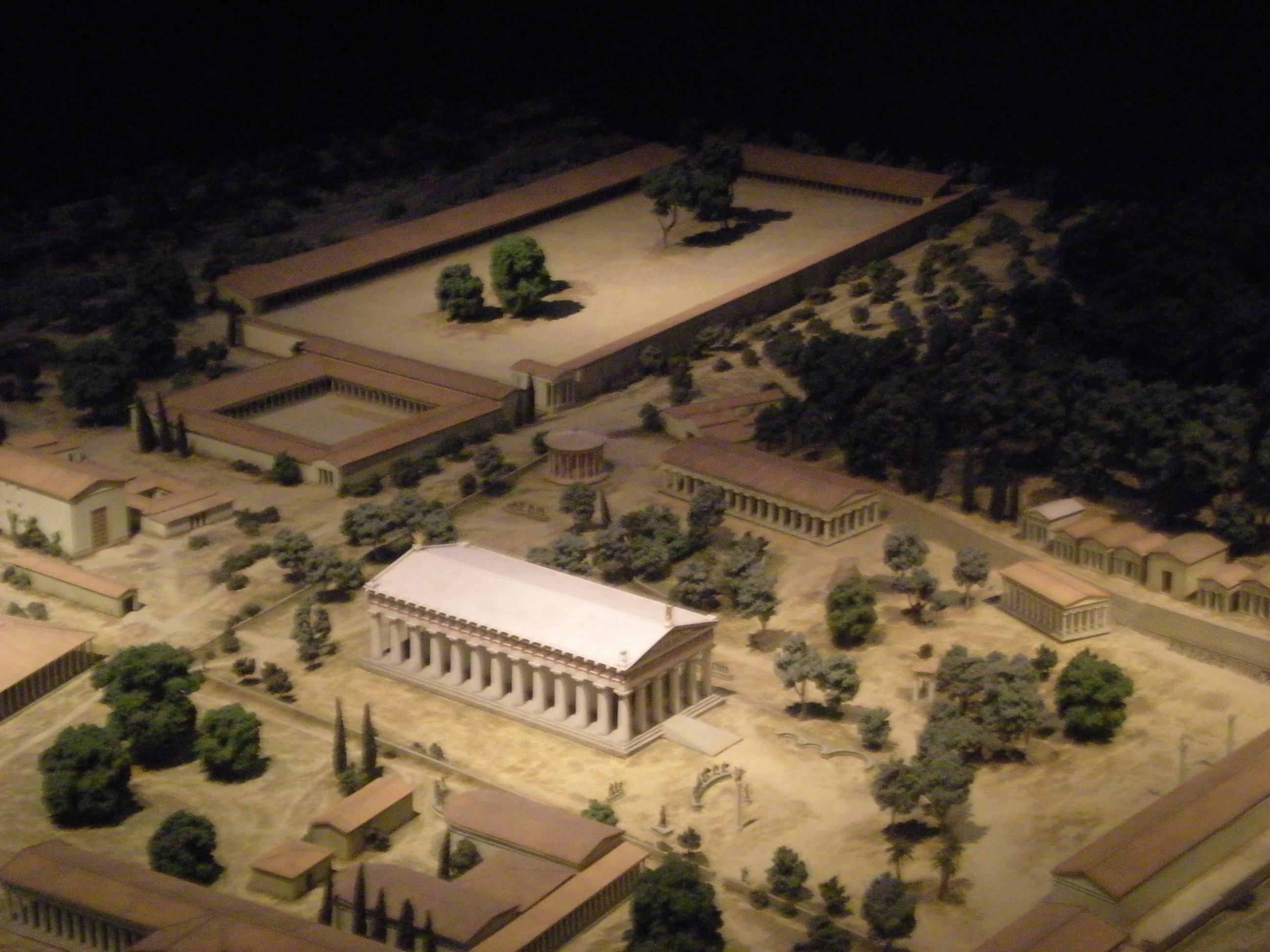
Архітектурна модель ансамблю давньої Олімпії

Архітектурний ансамбль міста склався переважно у VII—IV століттях до н. е. Його центром був Храм Зевса. Священний гай Олімпії — Альтіс (Άλτις) — являв собою обнесений стінами чотирикутник, близько 200 метрів завдовжки і близько 100 метрів завширшки. З північної сторони Альтіс межував з низкою пагорбів, один з яких південний Кронос у давнину був прикрашений святилищем Кроноса. З південного боку гай простягався до річки Алфей, яка в цьому місці була дуже глибока, а русло сягало близько 60 метрів завширшки.

1: Південно-східні ворота — 2: Прітанейон — 3: Філіппейон — 4: Храм Гери — 5: Пелопіон — 6: Німфеум Ірода Аттика — 7: Метроон — 8: Скарбниці — 9: Крипт — аркова алея, що вела до стадіону — 10: Стадіон — 11: Стоа Ехо — 12: Будівля Птолемея II Філадельфа — 13: Стоа Гестії — 14: елліністичні будівлі — 15: Храм Зевса — 16: Вівтар Зевса — 17: Давнє капище ахейців — 18: Давнє капище Мікітоса — 19: Ніка Пеонія — 20: Гімнасіон — 21: Палестра — 22: Теоколеон — 23: Героон — 24: Майстерня Фідія і ранньохристиянський храм — 25: Ванни на Кладеосі — 26: Грецькі ванни — 27 і 28: Заїжджі двори — 29: леонідайон — 30: Південні ванни — 31: Булетріон — 32: Південна Стоя — 33: Садиба Нерона
Скарбниці наступних міст:
I: Сікіон — II: Сиракузи — III: Епідамн ? — IV: Візантій ? — V: Сибаріс ? — VI: Кирена ? — VII: не встановлено — VIII: вівтар ? — IX: Селінунт — X: Метапонт — XI: Мегара — XII: Гела

З висоти пагорба Кроноса відвідувач міг бачити внизу незліченні жертви Храму Зевса і статуї — пам'ятники всіх найважливіших подій, а також Священний гай, який завдяки особливому мирному статусу Олімпії слугував архівом грецької історії, в якому також зберігалися мідні і мармурові документи. Оскільки місце для демонстрації принесених храму предметів було занадто мало, їх ставили на стіну. На території, яка вже не вважалася священною, між Альтісом і Алфеєм, знаходилися незначні будівлі, а також розташовувалася майстерня Фідія.
Олімпія мала кілька воріт, з яких тільки одні були вхідними. Строкатий портик цих воріт позначав фронтальний бік Альтіса і тільки через ці ворота процесії могли вступати на священні землі Гаю. Усередині стіни направо, недалеко від входу, знаходилося священне дике оливкове дерево (ἐλαία καλλιστέφανος), з якого хлопчик, батьки якого мали бути живими, зрізав золотим ножем гілки для вінків переможців.
В огорожі, якою оточувалось це дерево (деякі помилково називають її пантеоном), височів вівтар Даруючих росу німф, а за деревом розташовувався величний Храм олімпійського Зевса, започаткований близько 52 олімпіади елейцем Лібоном, але закінчений лише в 85-86 олімпіади Фідієм. Всередині храму стояла Статуя Зевса також роботи Фідія — одне з Семи чудес античного світу. Фундамент, колони і розписи цього храму були відкриті і відновлені в колишньому вигляді, завдяки розкопкам, проведеним в 1875 році під керівництвом німецького археолога Ернста Курціуса.

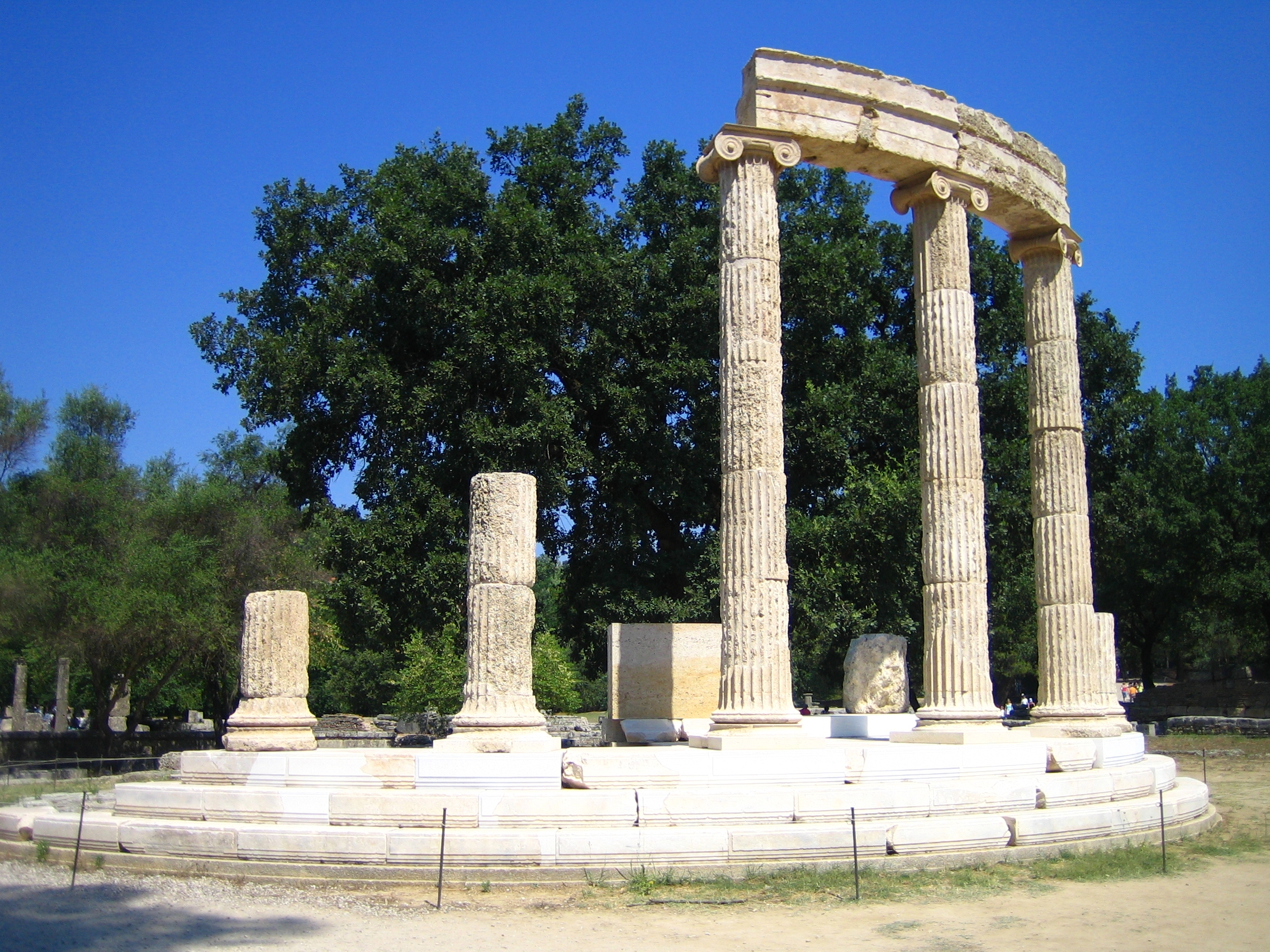
Філіппейон — храм Філіпа II Македонського, єдина відома грецька ротонда неримської доби

Крім того тут знайдена статуя Гермеса («Олімпійського») роботи Праксітеля — один з найвитонченіших зразків давньогрецької скульптури. На відстані 15 метрів на захід від Храму Гери в напрямку до річки Кладеос стояв Філіппейон (Φιλιππειον) — храм, заснований Філіппом II Македонським після перемоги у Херонейській битві, відкритий археологами 1878 року. Далі на північний схід знаходилися Прітаней, храм Гестії, дочки Кроноса, і святкова зала, фундаменти якої віднайдені під час розкопок також 1878 року.
На схід від Храму Зевса розташовувався великий вівтар Зевса, який слугував центром Альтіса не тільки відносно займаного їм простору, а й за своїм релігійним значенням. Вівтар був складений із золи спалюваних кісток жертовних тварин, змішаної з водою Алфея, і стояв на кам'яній основі, довжина кола якого становила майже 4 метри (так званий, Профісіс, на якому вбивали жертовних тварин). Між вівтарем і храмом Зевса розташовувалася крита галерея на чотирьох колонах, яка вкривала дерев'яні стовпи, — залишок будинку Еномая.
У південній частині Альтіс діяла міська управа — булетріон елейців (βουλευτήριον), відкритий археологами 1879 року. Він складався з головного будинку та двох флігелів. Біля підніжжя виступаючої частини пагорба Кроноса розташовувались 14 скарбниць різних міст. Найбільшою пишністю вирізнялась скарбниця Мегари, вона мала форму дорійського храму, а група на фронтоні найдавнішого стилю зображувала сцену гігантомахії. Навпроти скарбниць стояли мідні статуї Зевса (ця алея іменувалась Ζανες), споруджені на гроші, зібрані за рахунок штрафів з атлетів, які порушували правила змагань. На сході від них знаходився мітроон (Μητρωον) — периптер у доричному стилі. Між ним і храмом Гери існувала Екседра Ірода Аттичного, прикрашена численними статуями, а між двома балдахінами, кожен по 8 коринфських колон, був облаштований басейн, в який виливалась вода з мармурового бика. На схід від скарбниць і Ζανες лежали паралельно один з одним, у напрямку від сходу на захід, стадіон та іпподром.
Іпподром був удвічі довшим стадіону і тягнувся далі на схід. До північної сторони стадіону примикав Храм Деметри, жриця якого, єдина одружена жінка, мала почесну перевагу дивитися Олімпійські ігри, мала право також займати місце навпроти суддів змагання. Біля самого схилу Кроноса діяв театр, а трохи вище — храм, присвячений двом божествам: Ейлейфії і її синові Сосіполісу, генію Олімпії, покровителю миру і благополуччя. За стіною, що оточувала Альтіс, побудували гімназіон з приміщеннями для атлетів — палестрою, оточений відкритими до сонця майданчиками для боротьби і з тінистими алеями для прогулянок.

## Історія відкриття Олімпії
Антична Олімпія розташована на відстані приблизно у двадцять кілометрів від узбережжя Іонічного моря. Але на початку 19 століття про Олімпію мало хто знав і її згадували лише палкі прихильники античності, вивчаючи минувшину.
На той час зацікавленість у Олімпії мала прагматичні наміри. З описів було відомо, яка велика кількість скульптур колись прикрашала Олімпію і жага знайти ті скульптури (або їх уламки) і розпалювала свідомість багатіїв-колекціонерів античних скульптур. Так, на свідоцтва в літературі про античні скульптури в Олімпії звернув увагу француз Бенар де Монфокон (Монтефальконій 1655—1741). В архівах Ватикана збережений його лист до кардинала Квіріні, де він писав : 
| ... Що все це у порівнянні зі скарбами, котрі можна знайти на узбережжі Мореї! Там була старовинна Еліда, де проводили Олімпійські ігри, де стояло нечисленна кількість монументів олімпійським переможцям, скульптур, рельєфів, написів... Ви могли б зібрати там багатющу колекцію! |
Ідею про пошуки античної Олімпії свого часу підхопив і німець Йоганн Йоахим Вінкельман (1717—1768), один із засновників наукової археології і автор книги «Історія мистецтва античності» (1763 р.) Він навіть розробив власний план пошуків Олімпії і у січні 1768 року навіть намагався дітатися Відня для зустрічі з австрійською імператрицею Марією Терезією за фінансовою підтримкою проекту. Але того ж року він загинув від грабіжника.
Тим не менше першим відвідувачем Олімпії таки став німець Маттіас Пальбицький. Він ще 1647 року прибув у дельту річки Алфей і обмежився поверхневим оглядом місцевості. Черговим відвідувачем Олімпії став британський прихильник античності Річард Чендлер, що відвілав Еліду у 1765 р. Йому допоміг дощ, що розмив залишки великого храму. Річард Чендлер знав про наявність в старовинній Олімпії великого храму і по залишкам великих колон знайшов місцезнаходження храму Зевса (іншого такого ж великого храму в Олімпії не було).
Зацікавленість і наполегливість у вивченні Олімпії виявили французи.Серед перших дослідників був Фурмон, котрого надіслав у Грецію король Луї XIV. Більше користі було від відвідин Фореля, дипломата і археолога, що 1787 року створив топографічний план Олімпії. 1829 року тут вже працювала команда французів. 1831 року результати досліджень французької експедиції були надруковані у двотомовому виданні «Наукова експедиція у Морею».

## Дослідження Курциуса
Відкриття і дослідження Олімпії стане метою життя і діяльності німця Ернста Курциуса (1814—1896). Вперше від досліджував територію Олімпії 1836 року.
Але наукові розкопки розпочалися там лише 4 жовтня 1875 року. На щастя для науки і для збереження археологічних знахідок, бо саме наприкінці 19 ст. відсоток грабіжницьких розкопок вдалося знизити, а відсоток наукових — збільшити. Тому археологічні знахідки у Олімпії не стануть надбанням приватних колекцій, а прислужилися науці і музеям, тобто перейшли у суспільне надбання.
Курциус досліджував Олімпію у 1876—1877 та у 1881 роках. Фінанси надав Берлінський університет. Результати досліджень були оприлюднені у п'яти томах текстів, чотири томи були відведені під креслення та мапи.

## В 20 столітті
Наукове дослідження Олімпії увірвалось з різних обставин і було відновлене лише 1937 року. Їх керівником був Еміль Кунц. Шостого квітня 1941 року фашистські війська вдерлися до Греції. Дослідження і розкопки зменшили, а згодом і зупинили взагалі. Їх вдалося відновити лише 1952 року. У повоєнний період відкопали колонаду та античний стадіон. Водночас вдалося відкрити найдавніше розпланування і первісного, і другого, створеного пізніше. Наважилися відтворити саме другий, котрий існував тут лише з II століття н. е. 22 червня 1952 року у Афінах відбулося засідання Міжнародного Олімпійського комітету і тоді ж відбулося урочисте відкриття античного стадіону в Олімпії.